# Spolek pro obnovu venkova Ječmínek
Spolek pro obnovu venkova Ječmínek je dobrovolný svazek obcí v okresu Kroměříž, jeho sídlem je Břest a jeho cílem je formulování společných stanovisek k jednotlivým oblastem obnovy vesnice a spolupráce při jejich prosazování. Sdružuje celkem 16 obcí a byl založen v roce 1997.

## Obce sdružené v mikroregionu
- Bařice-Velké Těšany
- Břest
- Dřínov
- Kostelany
- Kostelec u Holešova
- Kyselovice
- Lutopecny
- Němčice
- Nová Dědina
- Rataje
- Roštění
- Rymice
- Věžky
- Záříčí
- Zlobice
- Žalkovice